# Carl Dircksens
Carl Dircksens (1984) is een Belgisch redacteur en acteur, vooral bekend van De Ideale Wereld, De Container Cup en Masters of Madness. 

## Levensloop
Dircksens studeerde politieke wetenschappen, waarna hij een jaar een theateropleiding volgde aan het RITCS. Hij begon zijn televisiecarrière in het archief van Woestijnvis. Hier werd hij redacteur bij De jaren stillekes, De laatste show en De Slimste Gemeente. Later belandde hij bij De Ideale Wereld, waar hij eveneens redacteur is. Sinds 2017 speelt Dircksens ook mee in de sketches van het programma. Zijn bekendste personage is woordvoerder Lander Cobbaert, met zijn slagzin "Maak er iets schoons van!". In 2018 stond hij, als deel van De Ideale Wereld, op het podium in de Ancienne Belgique voor hun kerstshow. Hij is sinds 2010 voetbalcommentator voor de groepsfase van de UEFA Champions League. Daarnaast is hij redacteur bij De Container Cup, waar hij ook de deelnemers interviewt en de belofteneditie becommentarieerde. Dircksens was eveneens te horen in de podcastreeks Parallel van Het Geluidshuis en de VRT. In de series Geub en De Dag had hij gastrollen als respectievelijk Marc Goossens en Jokke.

## Trivia
- Ook zijn broer, Jan Dircksens, werkt voor Woestijnvis.
- Dircksens won meermaals het Antwerpse tafeltennistoernooi Apollo Open.